# Louis Lipsett

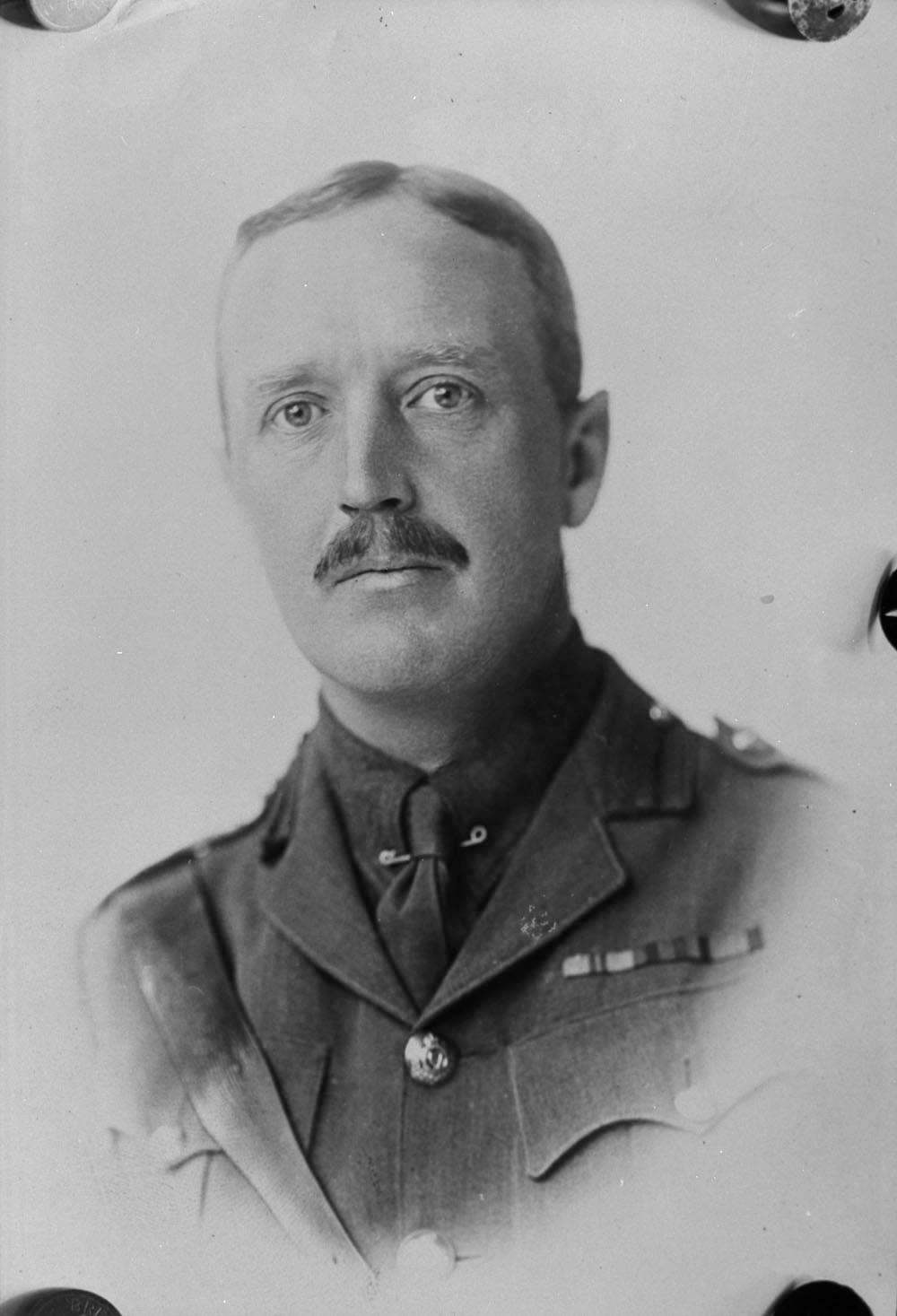
Louis Lipsett

Louis James Lipsett (* 14. Juni 1874 in Bundoran; † 14. Oktober 1918 in der Nähe von Saulzoir) war ein britischer Generalmajor der im Ersten Weltkrieg als Führer einer kanadischen Division bekannt wurde.

## Leben
Louis Lipsett wurde 1874 in Irland geboren, er war der jüngere der beiden Söhne von Richard Lipsett und wuchs in Merthyr Tydfil (Wales) in der Familie seiner Mutter Etty auf. Als seine Mutter 1887 Witwe wurde, brachte sie ihn zur Ausbildung an das Gymnasium nach Bedford. Einer seiner Lehrer, Dr. James Edward Morris bemängelte seine literarischen Fähigkeiten. Mit Studium und Ausdauer bestand er die Aufnahmeprüfung in das königliche Heer. Er wurde 1892 in das Royal Military College in Sandhurst aufgenommen. Nach dem Abschluss in Sandhurst wurde er am 10. Oktober 1894 zum Secondeleutnant im Royal Irish Regiment ernannt. Im Juli 1897 wurde er zum Leutnant befördert, während er sich mit dem 2. Bataillon seines Regiments bereits in Indien befand. Er nahm an den Kämpfen im Samana- und Kurram-Tal teil, 1897 begleitete er den Feldzug an der Nordwestgrenze von Indien und 1898 war er bei den Kämpfen von Tirah (Pakistan) beteiligt.
Im Februar 1901 wurde er nach seiner Rückkehr nach England zum Capitain befördert. Er studierte nebenbei Französisch und qualifizierte sich als Dolmetscher 2. Klasse. Im Jahr 1903 trat er in das Staff College in Camberley ein, zu seinen Ausbildern gehörten einige bekannte Stabsoffiziere des bevorstehenden Weltkrieges.
Von März 1905 bis Ende Februar 1907 stand er bei der britischen Armee in Südafrika. Er kehrte als Adjutant von Generalmajor Stephenson nach England zurück und diente bei der 2. Division in Aldershot. Danach diente Lipsett wieder drei Jahre lang in seinem alten Royal Irish Regiment. Am 27. Juli 1911 erreichte er die Ernennung zum Generalstabsoffizier nach Westkanada, wo er bei den Royal Canadian Strathconas, mit dem örtlichen Rang eines Majors diente. Sein Takt, sein Sinn für Humor und seine Begeisterung für den Sport machten ihn bei seinen Kollegen beliebt. In einer Reihe von militärischen Kursen half er dabei, viele kanadische Offiziere auszubilden und zu inspirieren, die bald die Brigaden und Bataillone des Canadian Expeditionary Force führen sollten.
Als der Weltkrieg 1914 ausbrach, bestand Lipsetts erste Mission darin, die Verteidigung von British Columbia zu organisieren, das möglicherweise durch ein deutsches Kreuzergeschwader gefährdet schien. Unter den britischen Offizieren in Kanada wurde ihm die Ehre zuteil, das 8. Bataillon der Canadian Expeditionary Force, basierend auf dem kanadischen 90. Regiment zu führen. Sein 8. Battalion kämpfte unter General Arthur Currie in der kanadischen 2. Infanterie-Brigade. In der zweiten Schlacht um Ypern wurde seine Einheit am 24. April 1915 die Hauptstütze der kanadischen Verteidigung gegen den deutschen Gasangriff. Lipsett organisierte seine dezimierte Einheit nach der Schlacht so erfolgreich, dass er im September 1915 die 2. Brigade übernehmen durfte, während Currie den Befehl über die kanadischen 1. Division erhielt.
Als im Juni 1916 Generalmajor Mercer zu Beginn des deutschen Angriffs auf den Mount Sorrel gefallen war, kam die kanadische 3. Division an Lipsett. Im letzten Gegenangriff hatte sich Lipsetts Brigade bewährt, die Leistung brachte ihm auch die Beförderung zum Generalmajor ein. Lipsetts Einheit wurde bald zu einer der besten Divisionen des Canadian Corps. Er führte die 3. Division ab Sommer 1916 durch die Schlacht an der Somme, er erreichte einen weiteren Erfolg am 9. April 1917 in der Schlacht von Vimy Ridge und bewährte sich im Oktober 1917 auch in der Schlacht von Passchendaele. Als Divisionskommandeur bekam Lipsett von seinen Truppen hohe Anerkennung. Er galt allgemein als kluger und nachdenklicher Taktiker, dessen professionelles Engagement aus der Vorkriegszeit sich bezahlt gemacht hatte. Seine Truppen zollten ihm Anerkennung, weil er oft ihre Gefahren teilte, während andere Generäle geschützter lebten. Im Gegenzug trainierten seine Männer hart und waren Vorreiter bei der Einführung der von ihm ausgearbeiteten Innovationen in Taktik und Technologie.
Die kanadische 3. Division hatte wesentlichen Anteil am Sieg des 8. August 1918 in der Schlacht bei Amiens und am folgenden Durchbruch zwischen Drocourt-Quéant (27. und 28. August).
Als der britische Oberbefehlshaber Sir Douglas Haig bei General Currie darum bat, das Lipsett die britische 4. Infanteriedivision befehligen sollte, folgte dieser widerwillig dem Ansinnen und übernahm am 14. September 1918 die wenig schlagkräftige Formation. Einen Monat später, am 14. Oktober 1918 kämpfte er im Bois de Vordon in der Nähe von Saulzoir. Um einen besseren Überblick über das Gelände zu erhalten, kroch er kurz aus seiner Stellung und geriet bald in deutsches Sperrfeuer. Eine Kugel traf ihn ins Gesicht, es gelang ihm noch den Wald zu erreichen, wo er starb. Einen Tag später wurde seine Leiche auf einem Soldatenfriedhof in Quéant begraben. Die 3. kanadische Division organisierte seine Beerdigung. Lipsetts altes Bataillon gab die Ehrenrsalven ab, General Currie führte ein großes Kontingent von Trauernden an.